# Mindentudás Egyeteme 2.0
A Mindentudás Egyeteme 2.0 a 2002. szeptember 16-án indított, tíz szemeszteres Mindentudás Egyeteme ismeretterjesztő előadás-sorozat 2011. január 15-én indult folytatása.

## Tematika
A weboldalon 8 nagy kategóriába és azokon belül további alkategóriákba vannak rendezve az előadások.
- agrártudomány
  - állatorvosi tudományok
  - állattenyésztési tudományok
  - élelmiszer-tudományok
  - erdészeti és vadgazdálkodási tudományok
  - multidiszciplináris agrártudományok
  - növénytermesztési és kertészeti tudományok
- bölcsészettudomány
  - filozófiai tudományok
  - irodalomtudományok
  - média- és kommunikációs tudományok
  - multidiszciplináris bölcsészettudományok
  - művészeti és művelődéstörténeti tudományok
  - néprajz és kulturális antropológiai tudományok
  - nevelés és sporttudományok
  - nyelvtudományok
  - pszichológiai tudományok
  - történelemtudományok
  - vallástudományok
- hittudomány
  - hittudomány
- műszaki tudomány
  - agrár-műszaki tudományok
  - anyagtudományok és technológiák
  - építészmérnöki tudományok
  - építőmérnöki tudományok
  - gépészeti tudományok
  - informatikai tudományok
  - katonai műszaki tudományok
  - közlekedés-tudományok
  - multidiszciplináris műszaki tudományok
  - vegyészmérnöki tudományok
  - villamosmérnöki tudományok
- művészet
  - építőművészet
  - film- és videoművészet
  - iparművészet
  - képzőművészet
  - multimédia
  - színházművészet
  - tánc- és mozdulatművészet
  - zeneművészet
- orvostudomány
  - egészségtudományok
  - elméleti orvostudományok
  - gyógyszertudományok
  - klinikai orvostudományok
  - multidiszciplináris orvostudományok
- társadalomtudomány
  - állam- és jogtudományok
  - gazdálkodás- és szervezéstudományok
  - hadtudományok
  - közgazdaság-tudományok
  - multidiszciplináris társadalomtudományok
  - politikatudományok
  - szociológiai tudományok
- természettudomány
  - biológiai tudományok
  - fizikai tudományok
  - földtudományok
  - kémiai tudományok
  - környezettudományok
  - matematika- és számítástudományok
  - multidiszciplináris természettudományok

## Előadók
Mintegy 400 előadója volt, a weboldalon tudományterület, név és szemeszter szerint kereshetőek a nevek.

## Platformok

### Internet
A megújult weblapon  természetesen megtalálhatóak az első tíz szemeszter előadásai is.